# Vonette Dixon
Vonette Dixon, née le 26 novembre 1975, est une athlète jamaïquaine, spécialiste du 100 m haies.
Elle a terminé huitième des Championnats du monde de 2001 et neuvième deux ans plus tard à Paris. Elle a obtenu sa seule médaille dans une grande compétition internationale aux Jeux du Commonwealth de 2002.
Sa meilleure performance personnelle est de 12 s 67, réalisée en juin 2005 à Kingston.

## Palmarès

### Championnats du monde d'athlétisme
- Championnats du monde d'athlétisme de 2001 à Edmonton ( Canada)
  - 8e sur 100 m haies
- Championnats du monde d'athlétisme de 2003 à Paris ( France)
  - 9e sur 100 m haies
- Championnats du monde d'athlétisme de 2005 à Helsinki ( Finlande)
  - éliminée en demi-finale sur 100 m haies
- Championnats du monde d'athlétisme de 2007 à Osaka ( Japon)
  - 7e sur 100 m haies

### Jeux du Commonwealth
- Jeux du Commonwealth de 2002 à Manchester ( Angleterre)
  -  Médaille d'argent sur 100 m haies

### Jeux panaméricains
- Jeux Panaméricains de 2007 à Rio de Janeiro ( Brésil)
  - 4e sur 100 m haies

## Sources
- (en) Cet article est partiellement ou en totalité issu de l’article de Wikipédia en anglais intitulé « Vonette Dixon » (voir la liste des auteurs).